# Travis Walton
Travis Walton (* 10. Februar 1953) ist ein ehemaliger US-amerikanischer Holzfäller. Er behauptet, am 5. November 1975 einem UFO begegnet und von Außerirdischen entführt worden zu sein, während er im Apache-Sitgreaves National Forest in Arizona arbeitete.

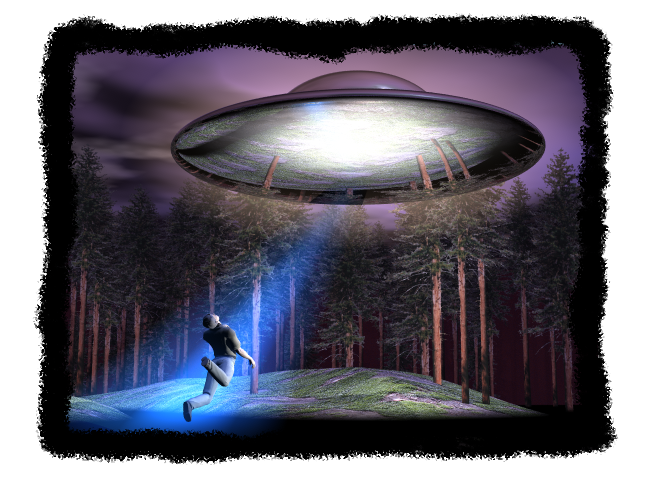
Zeichnung nach Waltons Beschreibung

## Fallbeschreibung
Eine Gruppe Waldarbeiter, bestehend aus sieben Personen, will ein helles Objekt in der Form einer flachen Scheibe gesehen haben, welches über einem Holzhaufen in der Nähe des LKW schwebte. Nach den Aussagen seiner Arbeitskollegen hatte Travis Walton den LKW verlassen und sich dem Objekt genähert, wo er dann von einem hellen Lichtstrahl oder Blitz getroffen wurde. Die Arbeiter flohen aus Angst von dem Platz. Der Chef der Gruppe, Mike Rogers, blickte angeblich während der Flucht zurück und sah das Objekt sich aus dem Wald erheben und mit großer Geschwindigkeit wegfliegen. Später fuhren sie zurück, um zu sehen, was mit Walton passiert war, aber sie konnten weder ihn noch das UFO finden.
Da Walton zunächst verschwunden blieb, wurde gegen seine Arbeitskollegen wegen möglichen Mordes ermittelt, bis Walton nach fünf Tagen wieder auftauchte. Unter Hypnose berichtete er von einer Entführung durch Außerirdische. Er und seine Kollegen wurden ferner mehrfach Lügendetektortests unterzogen, deren Ergebnisse widersprüchlich beurteilt wurden.
Walton schrieb später Bücher, in denen er seine Aussagen ausführlicher darlegte. Der Fall wurde in allen Standardwerken der Ufologie und mehreren Dokumentarfilmen ausführlich behandelt sowie 1993 von Robert Lieberman nach dem Drehbuch von Tracy Tormé mit Daniel Bernard Sweeney in der Rolle des Travis Walton verfilmt.

## Bewertung
Der Fall Travis Walton erlangte breite Beachtung durch die Tatsachen, dass es zum ersten Mal zu einem längeren Verschwinden in Verbindung mit einer angeblichen Entführung durch Außerirdische gekommen war sowie durch die Verwendung von Lügendetektoren.
Der Fall wurde von Ufologen anfangs überwiegend positiv aufgenommen und als Beweis für die Existenz von Außerirdischen angeführt, jedoch wurden schon bald Zweifel und Kritik an der Authentizität des Erlebnisses laut. Von verschiedenen Seiten wurde darauf hingewiesen, dass die Mitglieder der Familie Walton bereits seit längerem von unbekannten Flugobjekten fasziniert waren und auch schon mehrfach Sichtungen meldeten. Überdies verkauften sie ihre Story an den National Enquirer, der einen Preis für den besten Beweis der Existenz von Außerirdischen ausgesetzt hatte. Ferner verhinderte die angebliche Entführung, dass die Waldarbeitergruppe eine hohe Vertragsstrafe zahlen musste, da sie das vereinbarte Abholzvolumen nicht eingehalten hatte. Mehrfach wurde auch darauf hingewiesen, dass nur zwei Wochen vor der angeblichen Entführung ein Fernsehfilm über den Fall Betty und Barney Hill ausgestrahlt worden war, den einige der Beteiligten – darunter Walton – gesehen hatten. Der Fall wird als Schwindel betrachtet.
Einige Wissenschaftler halten den Fall entweder für Betrug oder vertreten die Theorie, dass es sich um Fehldarstellung einer realen Beobachtung handelt, entweder eine Fehlinterpretation kognitiver Prozesse, also um psychische Illusionen, oder um optische Täuschungen. Andere vertreten die Auffassung, dass die unter Hypnose gewonnenen Beschreibungen falsche Erinnerungen sind. Dabei wurde auch auf Aspekte wie Eskapismus, Halluzinationen und masochistische Phantasien hingewiesen.

## Veröffentlichungen von Travis Walton
- Travis Walton: The Walton Experience. Berkley Pub Corp., New York 1978, ISBN 0-425-03675-8.
- Travis Walton: Fire in the Sky: The Walton Experience. Marlowe & Company, New York 1995 u.ö., ISBN 1-56924-710-2 (deutsch Feuer am Himmel. Kopp, Rottenburg 1996, ISBN 3-930219-10-7).

## Filme
- Feuer am Himmel (Fire in the Sky, US-amerikanischer Spielfilm 1993), Regie: Robert Lieberman, Paramount Pictures.
- Reality UFO Series – The Travis Walton Story (Doku 2007).